# Chiquitos (missões jesuíticas)
As Missões Jesuíticas de Chiquitos estão localizadas em Santa Cruz, na parte oriental da Bolívia. Seis dessas missões (todas agora municipalidades seculares) são designadas coletivamente como Patrimônio Mundial da UNESCO em 1990. Caracterizadas pela sua fusão única entre as influências da Cultura europeia e da Cultura dos povos ameríndios, as missões foram fundadas como reduções jesuíticas pelos Jesuítas nos séculos 17 e 18, com o objetivo de converter os indígenas locais ao Cristianismo.
A região de interior próxima às fronteiras entre América espanhola e América portuguesa era praticamente inexplorada até o fim do século 17. Enviados pela Coroa espanhola, os jesuítas fundaram 11 assentamentos ao longo de 76 anos na remota Chiquitania - então conhecida como Chiquitos - nos limites da América espanhola. Eles construíram igrejas (templos) em um estilo único e distinto, que combinou elementos da arquitetura local e europeia. Aos habitantes indígenas das missões eram ensinado música como uma forma de conversão religiosa. As missões eram autossuficientes, com uma economia próspera e praticamente independente da Coroa espanhola.
Depois da Supressão da Companhia de Jesus dos territórios espanhóis em 1767, a maioria das reduções jesuíticas na América do Sul foram abandonadas e se tornaram ruínas. Por essa razão, as antigas missões jesuíticas de Chiquitos são únicas pelo fato de que seus assentamentos e cultura sobreviveram praticamente intactos.
Um grande projeto de restauração das igrejas missionárias foi iniciado com a chegada do jesuíta e arquiteto suíço Hans Roth in 1972. Desde 1990, as antigas missões jesuíticas têm ganhado popularidade e se tornaram um destino turístico. Um festival bienal de música internacional, muito popular, conseguiu trazer a Organização não governamental Asociación Pro Arte y Cultura e outras atividades culturais para as cidades onde localizam as missões, contribuindo ainda mais para a crescente popularidade dos antigos assentamentos.

## Localização

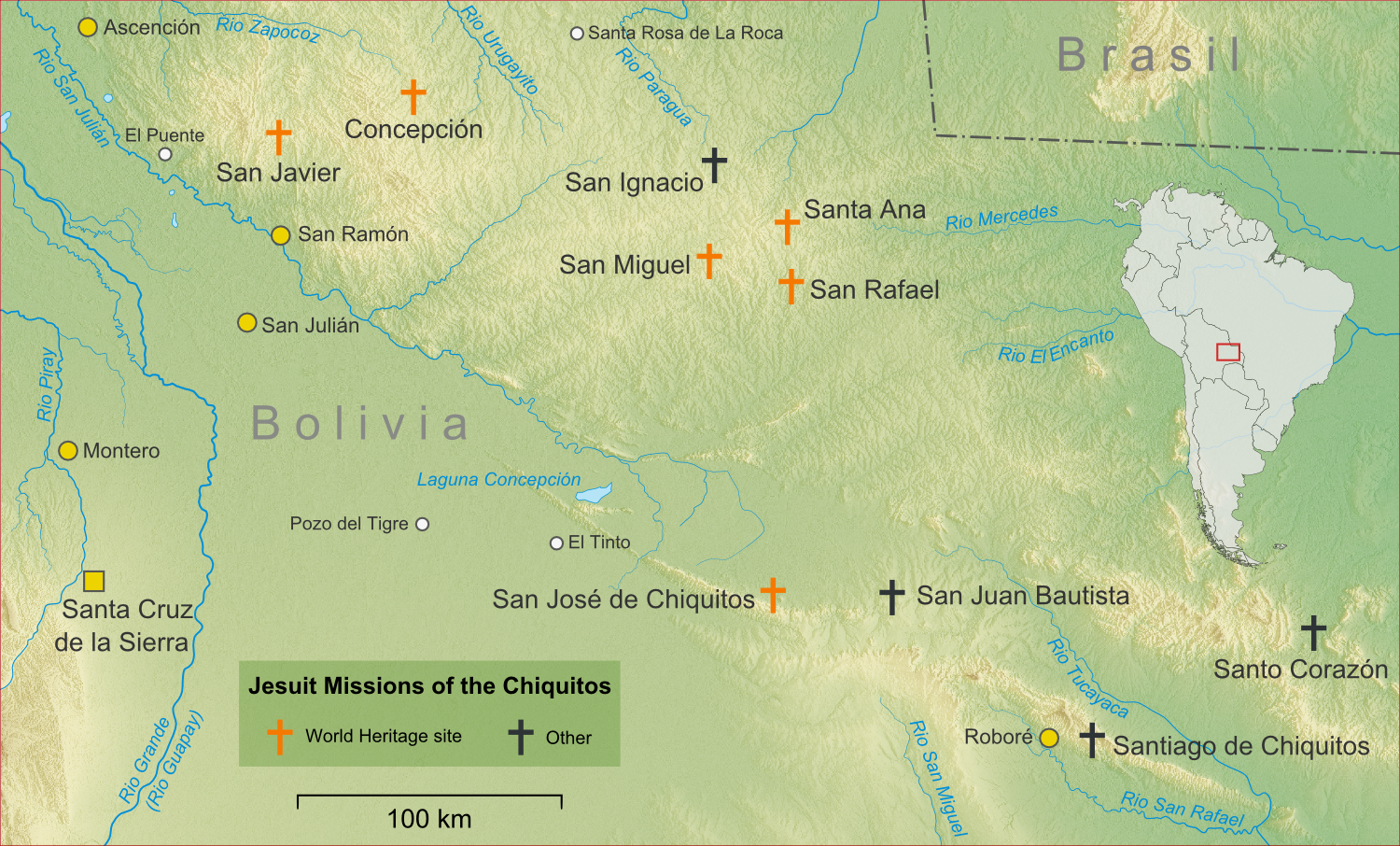
Localização das Missões Jesuíticas de Chiquitos com as fronteiras internacionais atuais

Os seis assentamentos estão localizados nas terras baixas quentes e semiáridas de Santa Cruz, na parte oriental da Bolívia. Eles estão em uma área próxima ao Gran Chaco, a leste e nordeste de Santa Cruz de la Sierra, entre o rios Paraguai e Guapay.
As missões que se localizam mais a oeste são San Javier e Concepción (Bolívia), localizadas na Província de Ñuflo de Chávez entre os rios San Julián e Urugayito. Santa Ana de Velasco, San Miguel de Velasco e San Rafael de Velasco estão localizados a leste, na província de José Miguel de Velasco, próximo da fronteira brasileira.San José de Chiquitos está localizado na província de Chiquitos, aproximadamente 200 quilômetros ao sul de San Rafael.
Três outras missões jesuíticas – San Juan Bautista (agora em ruínas), Santo Corazón and Santiago de Chiquitos– que não forma nomeadas como patrimônio mundial pela UNESCO – encontram-se ao leste de San José de Chiquitos, não muito distantes da cidade deRoboré. A capital da província de José Miguel de Velasco, San Ignacio de Velasco foi fundada como uma missão jesuítica mas também não é um patrimônio mundial, devido ao fato que a igreja é uma reconstrução e não uma restauração.

### Os jesuítas na Chiquitania

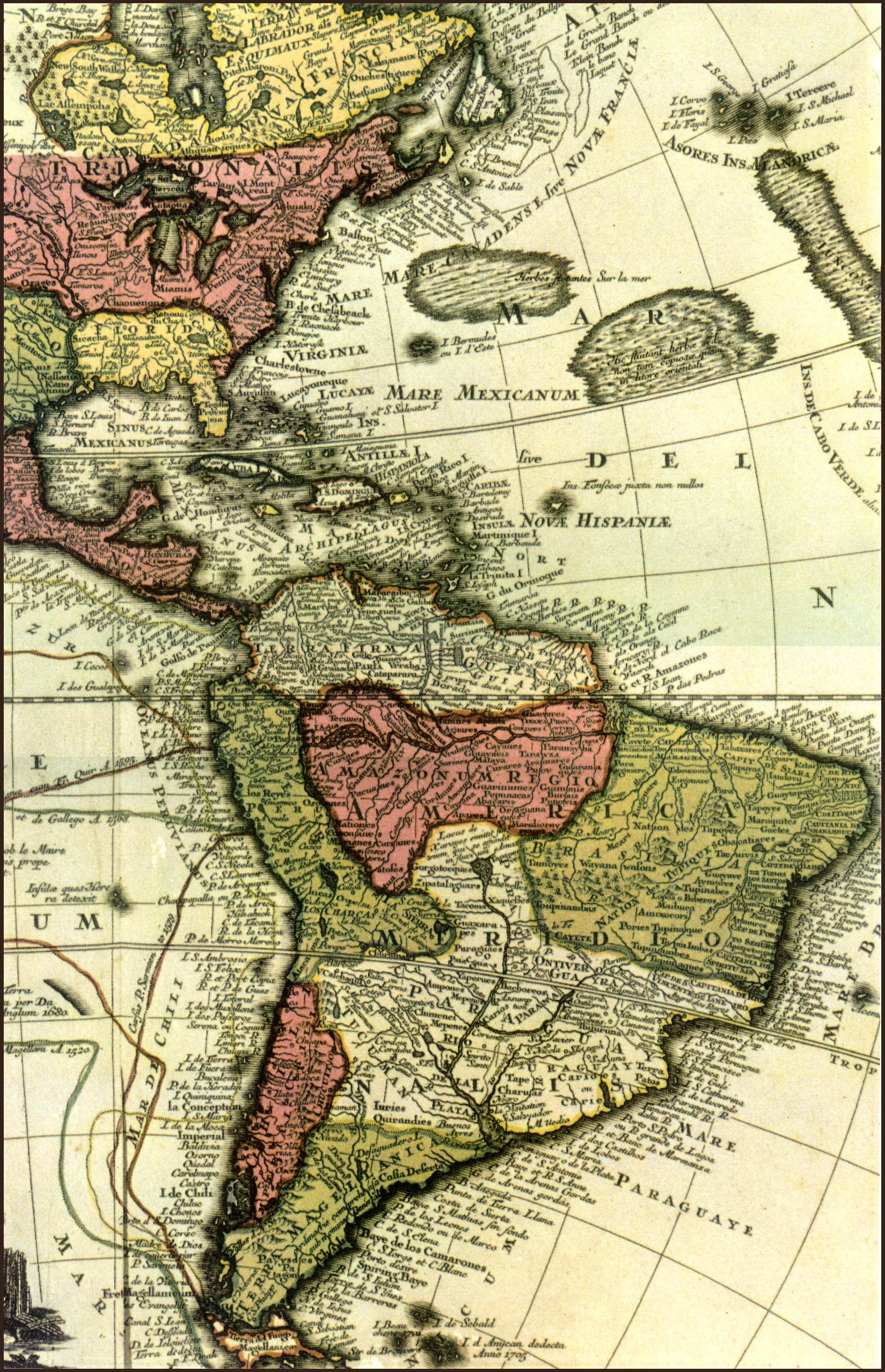
América em 1705

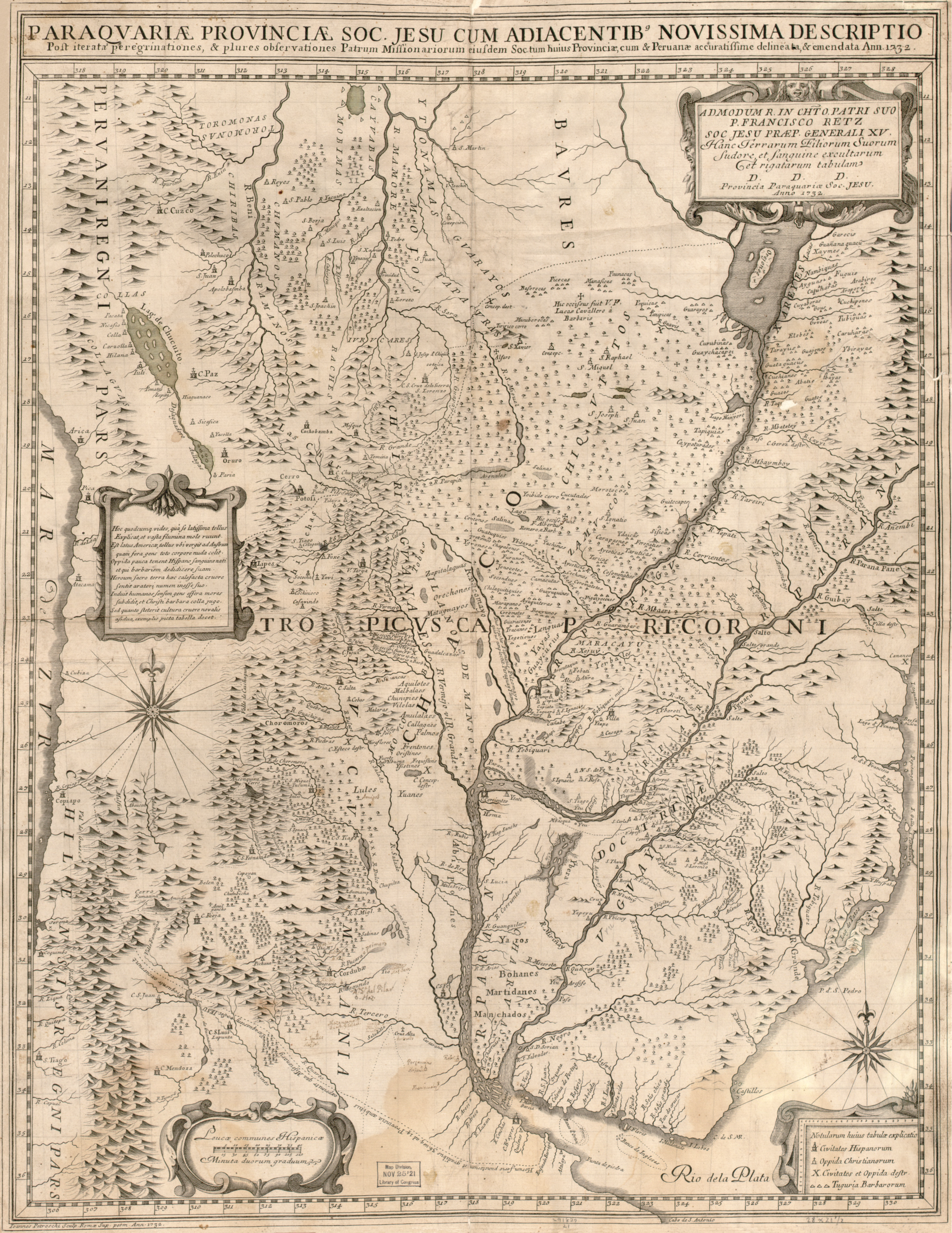
Mapa de 1732 mostrando o Paraguai e Chiquitos com as missões de San Javier (S. Javier), Concepción (Concepc.), San Rafael de Velasco (S. Raphael), San Miguel de Velasco (S. Miguel), San José de Chiquitos (San Joseph) e San Juan Bautista (S. Juan).

Em 1690, os jesuítas fundaram um Colégio em Tarija que tinha, inicialmente, o objetivo de servir de base para a evangelização de nativos da etnia chiriguana, no entanto os chiriguanos rejeitaram a evangelização. Por outro lado, na mesma época, os chiquitos se mostraram receptivos aos missionários.
Nesse contexto, com o apoio do governador de Santa Cruz de la Sierra, Agustín Gutiérrez de Arce, os jesuítas direcionaram seus esforços para Chiquitania, onde a doutrina cristã foi mais rapidamente aceita. Contudo, incêndios, inundações, pragas e ataques de grupos indígenas contrários ao trabalho jesuíta ou de comerciantes de escravos fizeram muitas missões serem restabelecidas ou reconstruídas. As missões de Chiquitos foram poupadas de epidemias de larga escala, diferentemente das localizadas no Paraguai, muito por causa de suas localizações remotas e pela falta de infraestrutura de transporte.
A primeira redução jesuítica na Chiquitania foi a de Francisco Javier, fundada em 1691 pelo jesuíta José de Arce. Em setembro de 1691, de Arce e Irmão Antonio de Rivas tinham como objetivo se encontrar com outros sete jesuítas no rio Paraguai a fim de estabelecer uma conexão entre o Paraguai e Chiquitos. Entretanto, o começo da temporada de chuva trouxe junto o mau tempo, e Arce e seu companheiro apenas conseguiram chegar na primeira vila local ao longo do caminho. Ali residiam os Piñoca, que estavam sofrendo de uma praga, pediram a Arce e Rivas para que ficassem, prometendo, em troca, construir uma igreja para os jesuítas, que foi finalizada no fim daquele ano. A missão foi mudada posteriormente inúmeras vezes até 1708, quando foi estabelecida na sua localização atual.
Os jesuítas fundaram outras dez missões na Chiquitania em três períodos: durante a década de 1690, a década de 1720 e depois de 1748. Nos anos 1690, cinco missões foram estabelecidas: San Rafael de Velasco (1696), San José de Chiquitos (1698), Concepción (1699) e San Juan Bautista (1699). San Juan Bautista não é parte das missões que são consideradas patrimônio  mundial pela UNESCO, e apenas as ruínas da torre de pedra sobrevivem perto da atual vila de (San Juan de) Taperas.
A guerra da sucessão espanhola (1701–1714) causou a diminuição dos missionários e instabilidade nas missões. Devido a isso, nenhuma missão foi construída neste período. Em 1718, San Rafael era a maior das missões de Chiquitos, e com uma população de 2.615 habitantes não conseguia manter o rápido crescimento demográfico. Em 1721, os jesuítas Frei Felipe Suárez e Frei Francisco Hervás estabeleceram um desdobramento da missão de San Rafael, que foi nomeada missão de San Miguel de Velasco. Para o sul, San Ignacio de Zamucos foi fundada em 1724, mas abandonada em 1745. Atualmente, nada restou desta missão.
Um terceiro período de fundações de missões se iniciou em 1748, com o estabelecimento de San Ignacio de Velasco, que não foi declarada patrimônio mundial. De todo modo, a igreja é, em grande parte, uma reconstrução do segundo templo jesuíta construído em 1761, mas que se assemelha ao século XX – se opondo, portanto, à renovação (um critério chave para a inclusão no grupo do Patrimônio Mundial da UNESCO). Em 1754, os jesuítas fundaram a missão de Santiago de Chiquitos. Esta igreja é também uma reconstrução, datando do começo do século XX e, pela mesma razão, também não é reconhecida como patrimônio mundial pela UNESCO. Em 1755, a missão de Santa Ana de Velasco foi fundada pelos jesuíta Julian Knogler; ela é considerada a mais autêntica das seis missões que fazem parte do grupo protegido pela UNESCO. A última missão na Chiquitania a ser estabelecida foi fundada pelos jesuítas Frei Antonio Gaspar e Frei José Chueca com o nome de Santo Corazón, em 1760. Contudo, nenhum resquício do assentamento original pode ser encontrado na atual vila.
Os jesuítas presentes na Chiquitania tinham um segundo objetivo, que era assegurar uma rota mais direta para  Assunción do que a estrada então usada, que passava por Tucumán e Tarija. A proposta era ligar Chiquitania às missões jesuíticas no Paraguai. Os missionários em Chiquitos fundaram seus assentamentos cada vez mais ao leste, em direção do rio Paraguai, enquanto aquelas ao sul de Assunción se moveram da região próxima ao mesmo rio para cada vez mais ao norte, tentando evitar a intranponível região do Chaco. Embora o explorador Ñuflo de Chávez tenha tentado estabelecer uma rota através do Chaco em uma expedição no começo do ano de 1564, as explorações jesuíticas subsequentes que partiram de Chiquitos (p.ex: em 1690, 1702, 1703, and 1705) fracassaram. Os jesuítas foram interrompidos pelos indígenas Payaguá e Guaicurus, e pelos pântanos impenetráveis de Jarayes.
Em 1715, de Arce, co-fundador da primeira missão em San Javier, partiu de Assunción com o Frei Bartolomé pelo rio Paraguai. Os Payaguá assassinaram Blende durante a viagem, mas de de Arce conseguiu alcançar, com dificuldade, San Rafael de Velasco na Chiquitania. Na viagem de retorno à Assunción, ele também acabou sendo morto em terras paraguaias. Apenas depois de 1767, quando as missões já haviam crescido o suficiente dentro da região de maior dificuldade e antes da expulsão dos jesuítas das Américas, é que o Frei José Sánchez Labrador conseguiu viajar de Belén, no Paraguai, para Santo Corazón, a mais oriental das missões de Chiquitos.

#### Vitória contra os bandeirantes
Em 1696, os jesuítas formaram uma milícia com cerca de 500 nativos, que foram reforçados por cerca de 130 soldados enviados de Santa Cruz de la Sierra que derrotaram a incursão bandeirante, matando 130 dos invasores e libertando cerca de 1500 nativos que tinham sido capturados para serem vendidos como escravos.

## Missões que são Patrimônio Mundial da UNESCO

### San Javier
Inicialmente estabelecida em 1691, a missão de San Javier foi a primeira das missões listadas como Patrimônio Mundial. Em 1696, devido à incursão dos Paulistas, a missão foi realocada para perto do rio San Miguel. Em 1698, ela foi transferida para perto de Santa Cruz, mas em 1798 ela foi movida mais uma vez para proteger os indígenas dos espanhóis. Os habitantes originais de San Javier eram os Piñoca. A igreja foi construída entre 1749 e 1752 pelo jesuíta suiço e arquiteto Frei Martin Schmid. A escola e a igreja, assim como outras características da arquitetural residencial, ainda são visíveis na vila atual. San Javier foi restaurada por Hans Roth entre 1987 e1993.

### San Rafael de Velasco
A missão de San Rafael de Velasco foi a segunda missão construída do grupo das seis que são consideradas patrimônio mundial. Fundada em 1695 pelos jesuítas Frei Juan Bautista Zea e Frei Francisco Hervás, foi transferida de lugar várias vezes. A missão foi movida em 1701 e 1705 por causa de epidemias na região. Em 1719, a missão foi movida uma vez mais por causa de incêndios. Frei Martin Schmid construiu a igreja entre 1747 e 1749, que sobreviveram até os dias atuais. San Rafael de Velasco foi restaurada entre 1972 e 1996 como parte do projeto de restauro de Hans Roth.

### San José de Chiquitos
Fundada em 1698 pelos jesuítas Frei Felipe Suárez e Frei Dionosio Ávila, a missão de San José de Chiquitos foi a terceira missão construída do grupo das que são consideradas patrimônio mundial. Inicialmente, a missão foi habitada pelos Piñoca. A igreja foi construída entre 1745 e 1760 por um arquiteto desconhecido. Sua construção é de pedra, diferentemente outras igrejas de missões da região, que eram normalmente construídas com adobe e madeira.  A missão é uma das quatro que permaneceram no seu lugar original. Atualmente, uma capela mortuária (1740), a igreja (1747), a torre do sino (1748), a moradia dos religiosos (colegio) e espaços de trabalho (ambos de 1754) ainda existem, e foram renovados pelo projeto de restauração de Hans Roth entre entre 1988 e 2003. Os esforços de restauração ainda continuavam ativos em 2009.

### Concepción
A quarta missão do grupo é a de Concepción, que foi inicialmente fundada em 1699 pelo Frei Francisco Lucas Caballero e pelo Frei Francisco Hervás. Uma missão próxima, San Ignacio de Boococas, foi incorporada em 1708. A missão foi transferida três vezes: em 1707, 1708 e 1722. A missão era habitada pelos Guaranis, maior grupo indígena da região. A igreja da missão foi construída entre 1752 e 1756, pelo Frei Martin Schmid e Frei Johann Messner. Entre 1975 e 1996, a missão foi reconstruída como parte do projeto de restauração de Hans Roth.

### San Miguel de Velasco
A quinta missão do grupo é a de San Miguel de Velasco. Ela foi estabelecida pelos jesuítas Frei Felipe Suarez e Frei Francisco Hervás, em 1721. San Miguel foi um desdobramento da missão de San Rafael de Velasco, onde a população havia crescido muito. A igreja missionária foi construída entre 1752 e 1759, provavelmente pelo Frei Johann Messner, colaborador ou aluno do Frei Martin Schmid. A igreja foi restaurada por Hans Roth entre 1979 e 1983.

### Santa Ana de Velasco
A missão de Santa Ana de Velasco foi a última missão inscrita na lista da UNESCO. Foi fundada pelo Frei Julian Knogler, em 1755. Os habitantes nativos originais das missões foram os Covareca e Curuminaca. A igreja missionária foi concebida entre 1770 e 1780, após a expulsão dos jesuítas, por um arquiteto desconhecido e construída inteiramente pela população indígena. O complexo, que consiste na igreja, torre do sino, sacristia e uma praça gramada circundada por casas, é considerado como tendo a maior fidelidade ao plano original das reduções jesuítas. A restauração parcial da missão foi iniciada em 1989 e se estendeu até 2001, por Hans Roth e sua equipe.

## Galeria de imagens

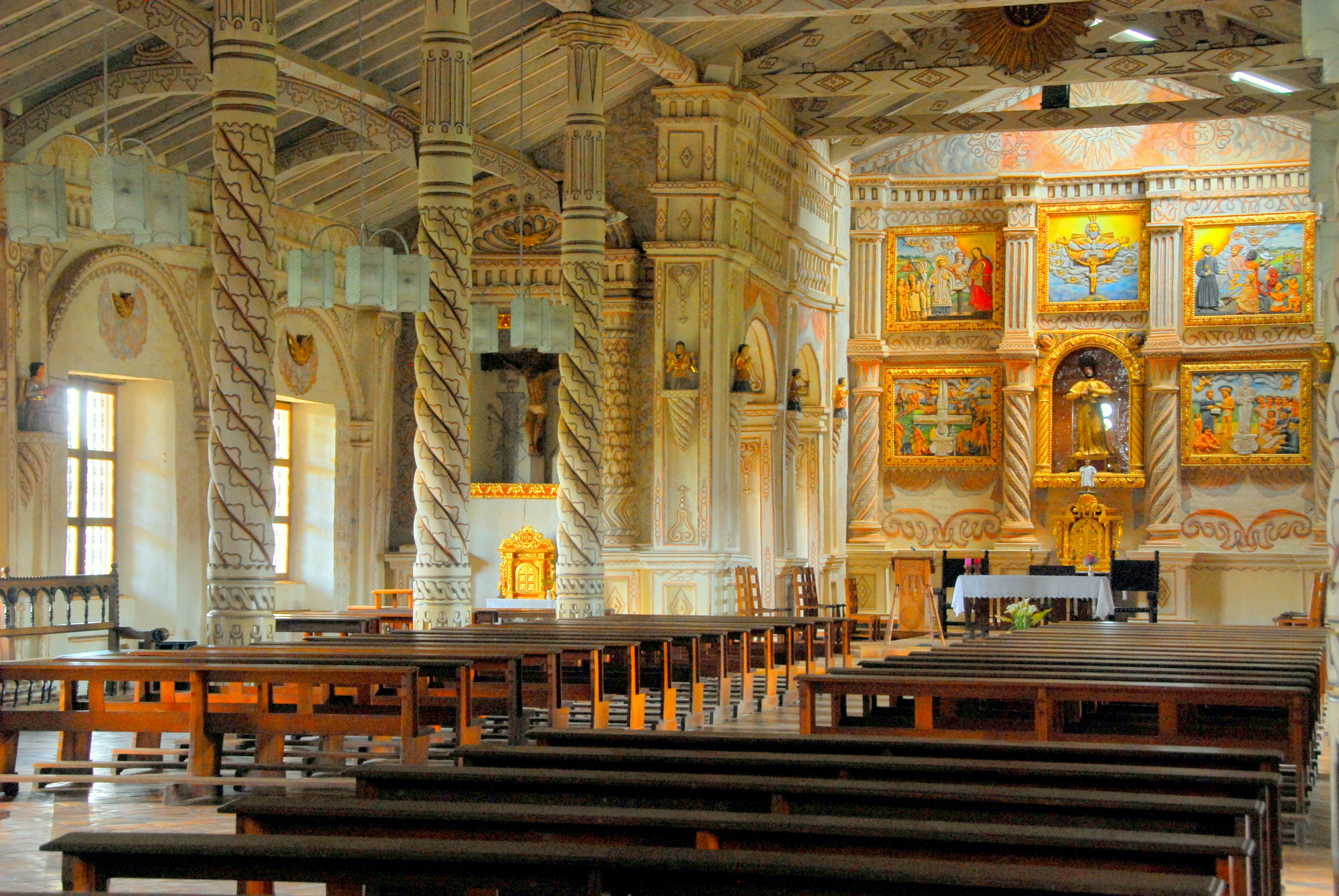
Interior da igreja de San Javier
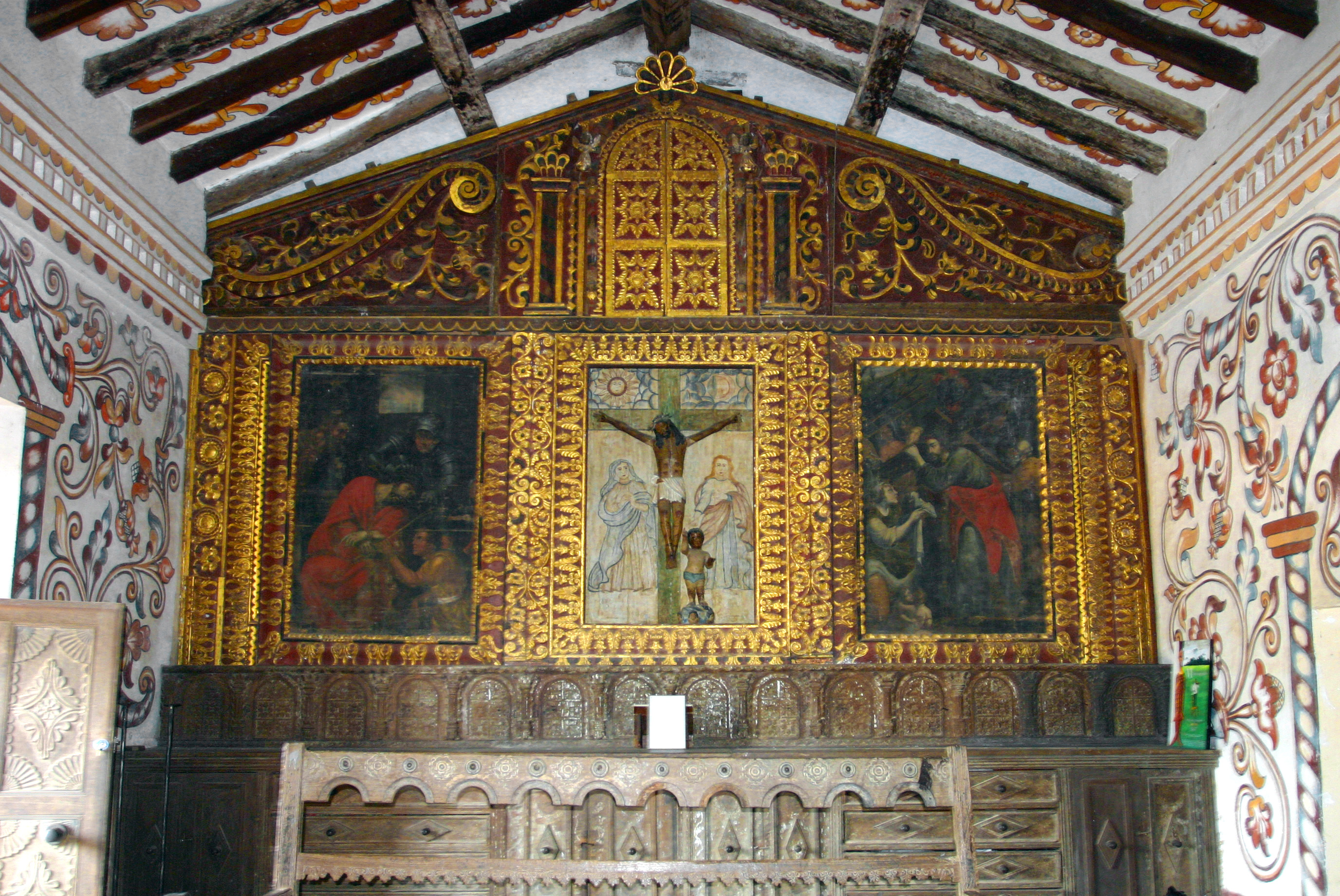
San Rafael de Velasco
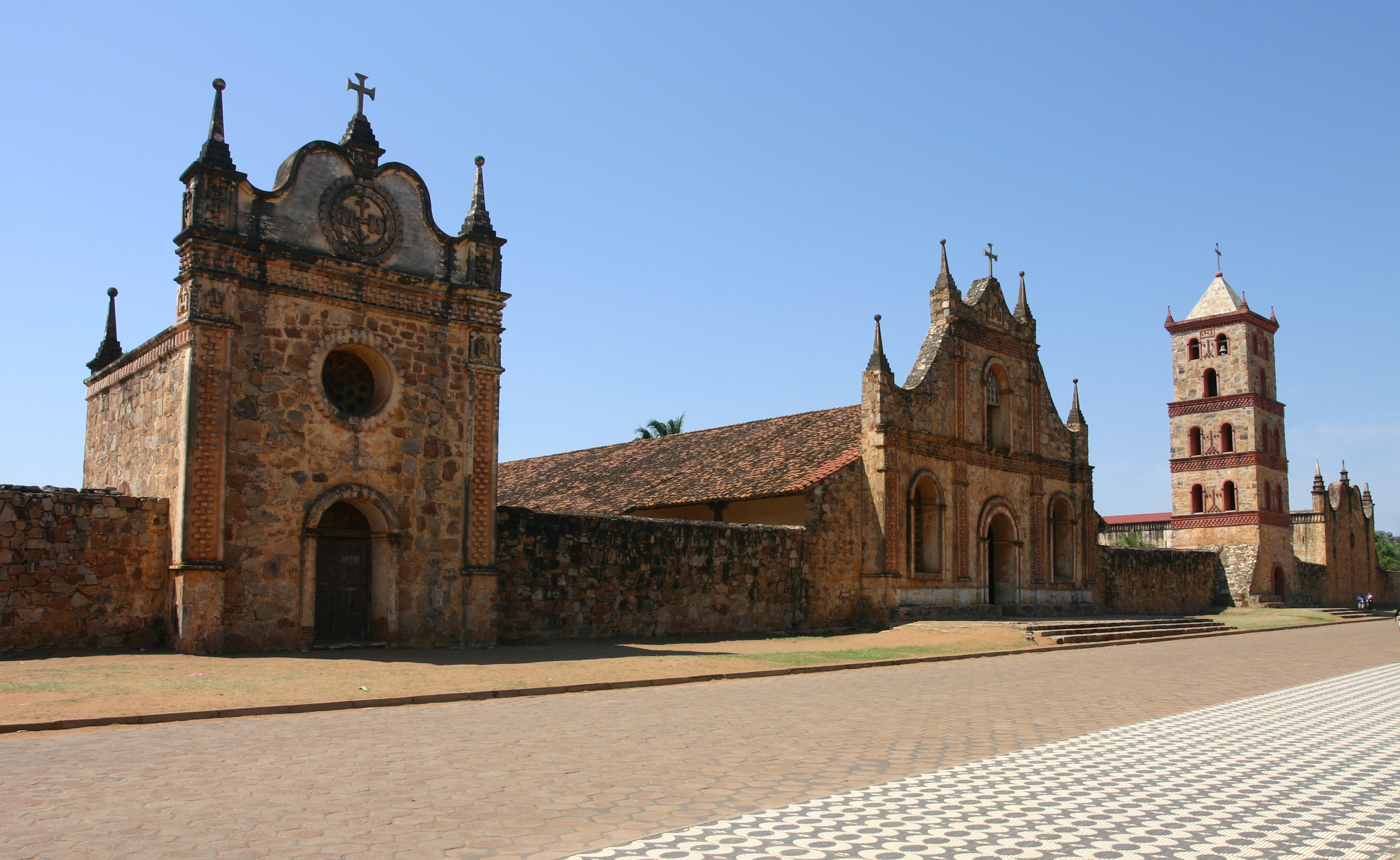
San José de Chiquitos
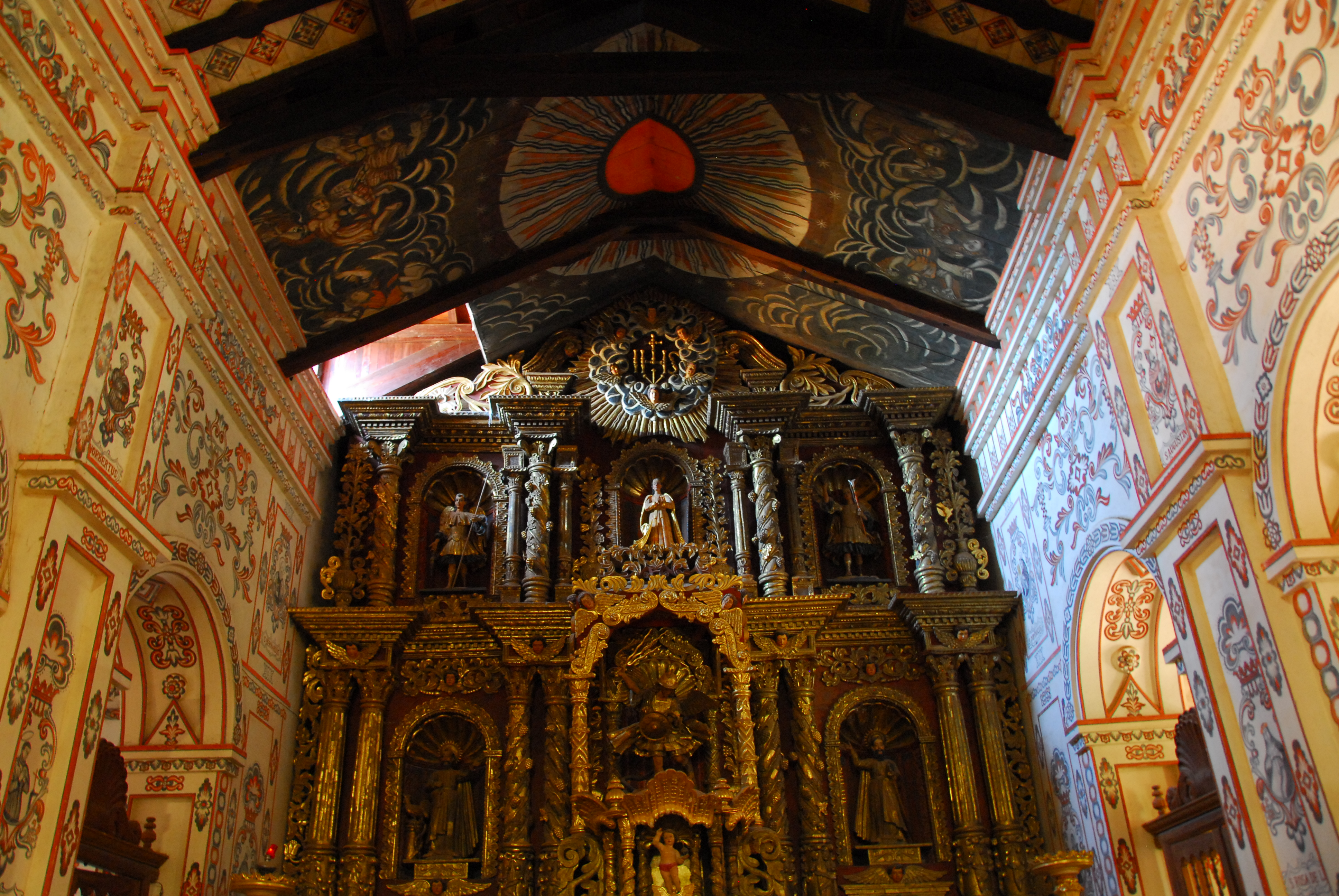
Altar da igreja de San Miguel Velasco
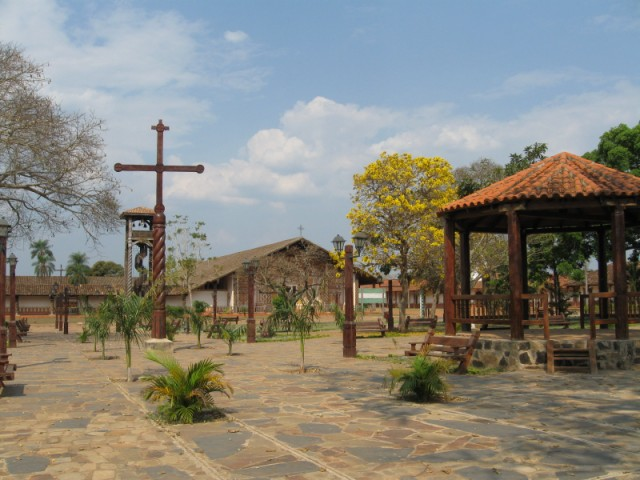
Praça principal de Concepción
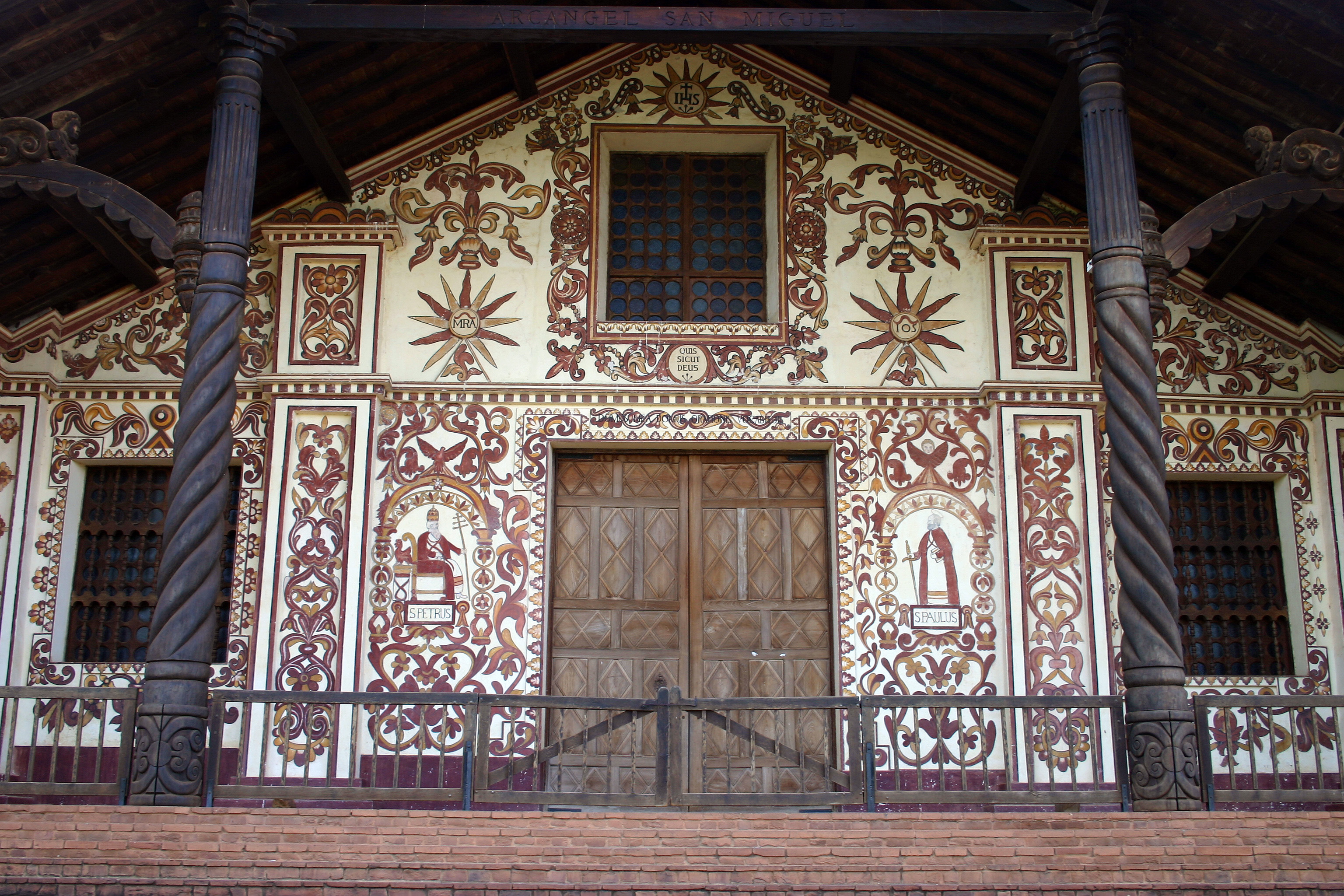
San Miguel de Velasco
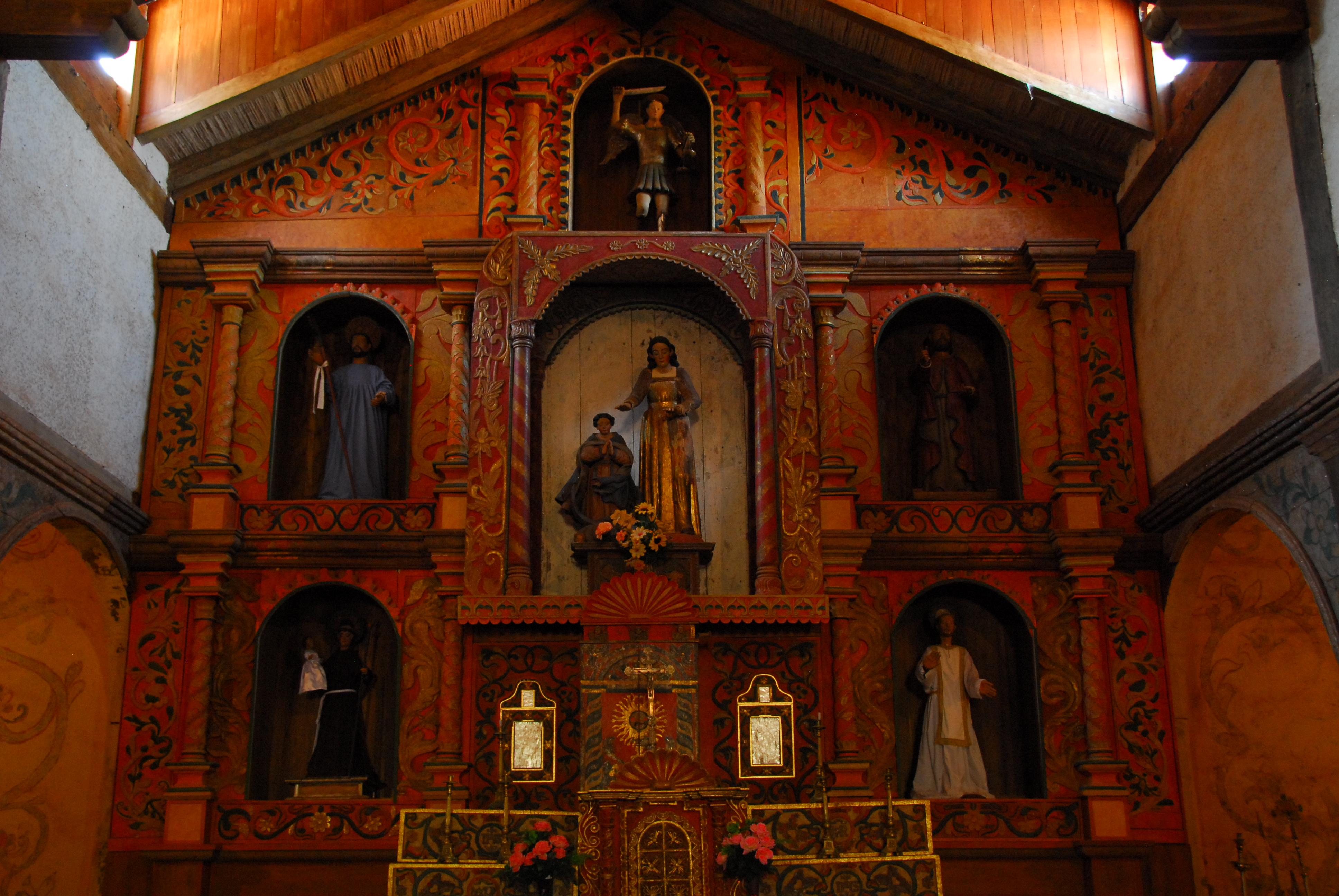
Altar da igreja de Santa Ana
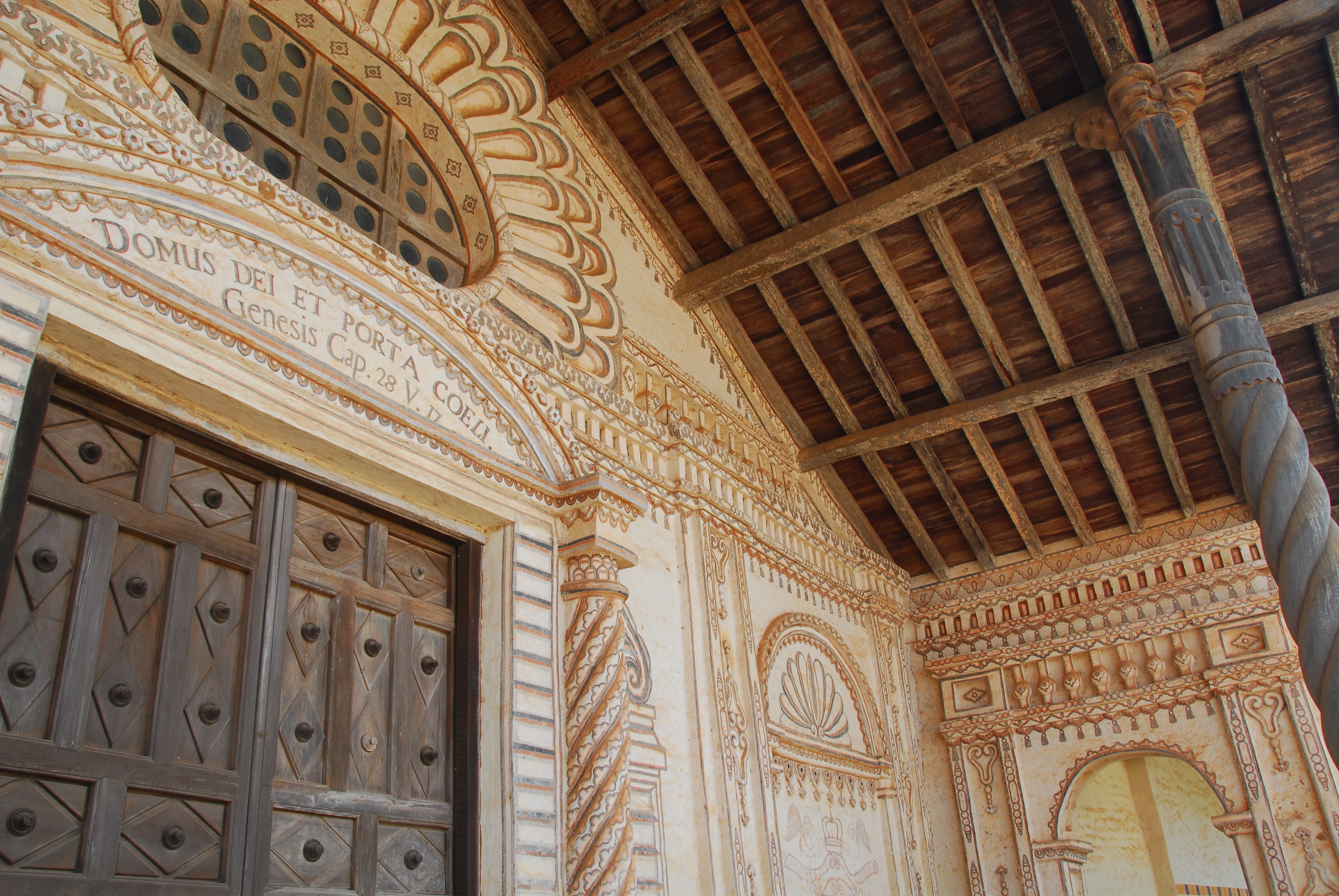
Pórtico da igreja de San Javier